# 루이까또즈
루이까또즈 (Louis Quatorze)는 1980년 프랑스에서 설립된 패션 브랜드이다. 베르사유의 장미를 형상화한 Louis Quatorze 고유의 심볼 로고를 중심으로, 알파벳 L과 Q가 결합된 형태의 고유의 모노그램 패턴은 다양한 Louis Quatorze의 가죽제품 및 액세서리에 표현이 되고 있으며, 현재 프랑스, 한국, 중국에 헤드쿼터를 둔 세계적인 브랜드로 성장하였다. 

## 역사

Louis Quatorze Paris

루이까또즈(Louis Quatorze)는 프랑스의 도시 파리와 베르사유를 기반으로 설립된 패션 브랜드이다. 1980년 프랑스 장인 가문의 후예인 폴 바랏(Paul Barrate)이 베르사유 시에 크레아시옹 드 베르사유(CDV:Creation De Versailles)을 설립한 것에서 시작하는데, 당시 바랏은 17세기 태양왕 루이 14세 시대에 번성했던 프랑스의 고급스러운 귀족 문화와 예술의 향취, 장인정신을 현대에 맞게 재해석한다는 의미로 예술과 미를 숭배한 태양왕 '루이 14세' 이름을 따서 브랜드명을 '루이까또즈'로 정했다. 브랜드의 심볼은 알파벳 L과 Q를 베르사유 정원의 장미의 형상을 따라 재창조한 것으로, 전통에 대한 의지와 현대적인 아름다움을 동시에 담아내며, 프랑스의 감성과 장인정신을 담은 수공예 가죽 제품 컬렉션을 선보이고 있다. 브랜드의 확장과 함께 가죽 제품 생산이 증가하면서, 1981년 루이까또즈 최초의 수공예 제품 가공 라인이 설립되었다. 프랑스의 실력있는 가죽 수공예 장인들이 좀더 효율적인 방법과 노하우를 담은 제품을 제작하였고, 그것을 토대로 하나의 제품 생산에도 마치 예술 작품 탄생시키듯 까다로운 제작 과정을 거치는 루이까또즈만의 장인정신 전통을 쌓아갈 수 있었다.
루이까또즈(Louis Quatorze)는 “여행의 본질” ( L’essence même du voyage )이라는 키워드로, 노스탤지(Nostalgie) 라인과 방돔( Vendôme ) 라인 등을 선보였으며, 프랑스 파리의 매장을 시작으로, 일본, 한국, 싱가폴, 홍콩과 대만 등 아시아 권에 사업을 확장한 브랜드는 2006년 한국의 사업을 담당하고 있던 태진인터내셔날에 의해 인수가 되며, 주요 사업을 재정비하기 시작했다. 2007년부터 Louis Quatorze는 파리, 서울, 홍콩, 상해, 싱가폴, 두바이 등 전 세계 쇼핑의 중심지에서 그 영향력을 넓혀 왔으며, 그 중 서울에서의 사업은 비약적인 성장을 하게 되었다. 또한 전 세계 주요 국제 공항에 Louis Quatorze 매장을 오픈했다.
2007년에는 홍콩 플래그쉽 스토어를, 그리고 2010년에는 파리 마레 지구에 플래그쉽 스토어를 오픈하며, 크리에이티브 디렉터 피에르 루이 마시아(Pierre Louis Mascia) 와 글로벌 디렉터 파트리샤 르하(Patricia Lerat)와의 협업을 통해 탄생한 파리 컬렉션 (Paris Collection)을 런칭했다. 프랑스 파리의 갤러리 라파예트 (Galeries Lafayette) 백화점, 홍콩의 소고(Sogo) 백화점, 한국의 신세계, 롯데 백화점, 말레이시아의 로빈슨 백화점 등의 백화점, 그리고 주요 공항 면세점 등 많은 유통망에 진출한 바 있으며, 온라인 또한 직영 스토어 및 더블유컨셉, 무신사 등 MZ 세대를 겨냥한 한국의 젊은 온라인 플랫폼 등에서 판매되고 있다. 
루이까또즈(Louis Quatorze)는 고유의 브랜드 사업 뿐 아니라, 문화예술 후원을 통한 사회환원이 두드러지는데, 태진인터내셔날의 전용준 회장은 프랑스 정부로부터 문화예술공로훈장인 슈발리에 (Chevalier dans l'ordre des Arts et Lettres)를 수여받은 바 있다. 

## 브랜드 및 제품
루이까또즈(Louis Quatorze)는 디자인과 품질, 독창성 및 예술성을 지향하는 패션 브랜드로서, 프랑스의 헤리티지와 더불어, 현재 한국의 품질 및 트렌드와 결합하여, 다양한 라인을 전개하고 있다. 고유의 필기체 로고를 활용한 헤리티지 라인, L과 Q를 결합한 고유의 모노그램을 활용한 1980 모노그램 라인, 고유의 베르사유의 장미를 상징하는 심볼을 활용한 클래식 라인, L 모양의 L 퀼팅라인 등이 있으며, 최근에는 몬트(Monte) 백, 라라(Lala) 지갑 등의 잇 아이템을 출시하고 있다.  

## 스페셜 콜라보레이션
루이까또즈(Louis Quatorze)는 현대 미술 작가 및 패션 디자이너, 그리고 글로벌 브랜드들과 많은 콜라보레이션을 해왔다. 
일러스트레이터 피엣 파리(Piet Paris), 페이퍼 아티스트 벤자민 하니(Benjamin Harney), 그래픽 디자이너 카럴 마르턴스(Karel Martens), 주얼리 아티스트 슈리게타(Tzuri Gueta)를 비롯해, 사진가 김중만, 패션디자이너 정욱준, 채규인, 지해 등과 협업을 진행했으며, 자동차 브랜드 푸조(Peugeot)와 글로벌 IT 기업 삼성전자, 그리고  
올림푸스 카메라 등과 스페셜 아이템을 런칭한 바 있다. 

## 문화재단
루이까또즈(Louis Quatorze)는 2007년부터 국립 중앙박물관, 서울시립미술관, 예술의 전당 등 주요 사업 국가인 한국의 주요 문화예술기관의 전시를 적극 후원해 오며 예술 문화에 대한 대중의 향유라는 차원에서 사회환원을 해왔다. 이에, 한걸음 더 나아가, 동시대 예술가들의 창의적인 시도를 통해 관객들에게 다양한 예술체험을 제공하고, 상상과 영감이 있는 풍요로운 사회에 기여하고자 2016년 서울 강남구에 플랫폼엘 컨템포러리 아트센터를 설립한 바 있다. 